# Робин Милнер
Робин Милнер (енгл. Robin Milner; рођен 1934. у Енглеској) је био британски научник који се бави рачунарством.